# جون بيترسون
جون بيترسون (بالفنلندية: Johan Pettersson)‏ هو رامي مطرقة فنلندي، ولد في 29 يوليو 1884 في نوكارلبي ‏ في فنلندا، وتوفي في 26 سبتمبر 1952.

## وصلات خارجية
- جون بيترسون على موقع أرشيف الشارخ.
- يوحنا بيترسون على موقع أوليمبيديا (الإنجليزية)